# Дунотинг
Дунотинг (англ. Dunoting) — бриттское королевство эпохи Древнего Севера, существовавшее в 525—595 годах. Также известно как Дунаут (англ. Dunaut) или Северные Пеннины.

## История
Королевство Дунотинг возникло в 525 году, когда король Пеннин Пабо Опора Британии, уходя в монастырь, разделил государство между двумя своими сыновьями: Динодом и Сауилом. Динод получил Дунотинг, северную часть Пеннин, а Сауил — королевство Пик, их южную часть.
В 595 году Дунотинг был захвачен англосаксонским королевством Берниция.

## Правители
| Имя           | Годы правления |
| ------------- | -------------- |
| Динод Толстый | 525 — 595      |